# Dalea bartonii
Dalea bartonii är en ärtväxtart som beskrevs av Rupert Charles Barneby. Dalea bartonii ingår i släktet Dalea, och familjen ärtväxter. Inga underarter finns listade i Catalogue of Life.